# Nissan Almera
Nissan Almera je malý automobil, který v letech 1995 až 2006 vyráběla japonská automobilka Nissan. Na některých trzích se prodával pod jmény Nissan Pulsar nebo Nissan Sentra.

## Almera N15

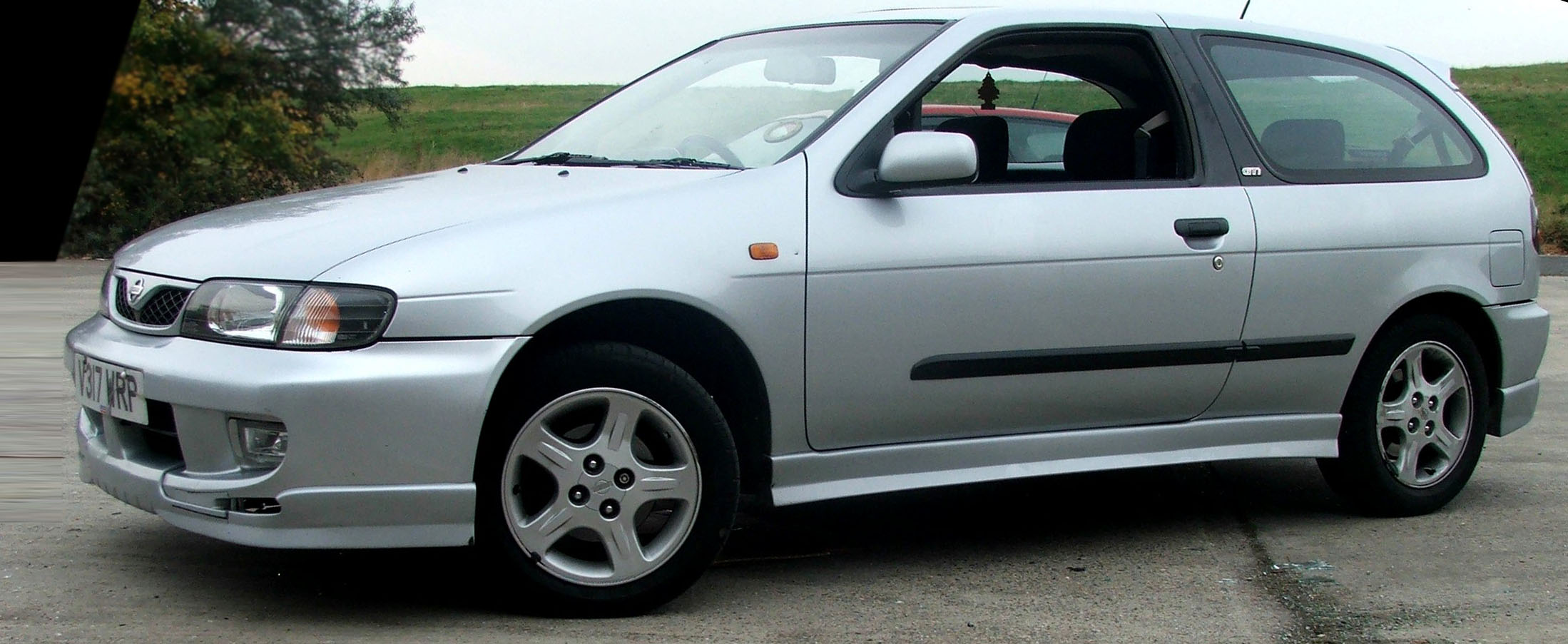
Almera N15 GTI

První generace se vyráběla do roku 2000 jako tří- nebo pětidveřový hatchback nebo čtyřdveřový sedan. Měla shodný design s vozem Nissan pulsar, který byl prodáván v Japonsku. Od roku 1996 se vyráběla sportovní verze GTI opatřená bodykitem. V roce 1998 prošel vůz faceliftem.

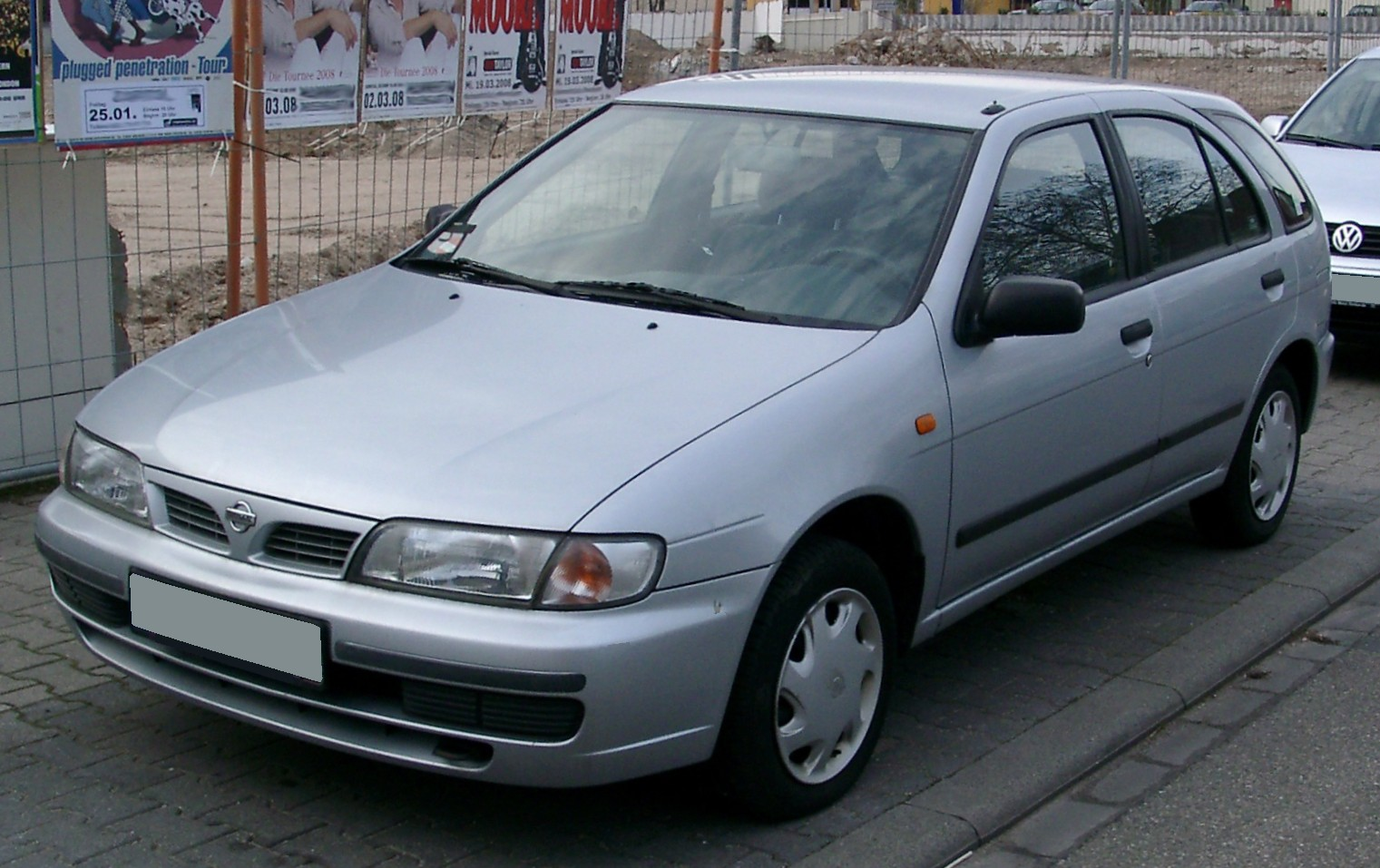
Almera v prvním provedení vyráběná mezi roky 1995 a 1998

### Motory
- 1.4 L
- 1.6 L
- 2.0 L diesel
- 2.0 L

### Rozměry
- Rozvor 2,535 mm
- Délka 4,120 mm
- Délka 1,690 mm
- Výška 1,395 mm
- Hmotnost 1,035 kg

## Almera N16

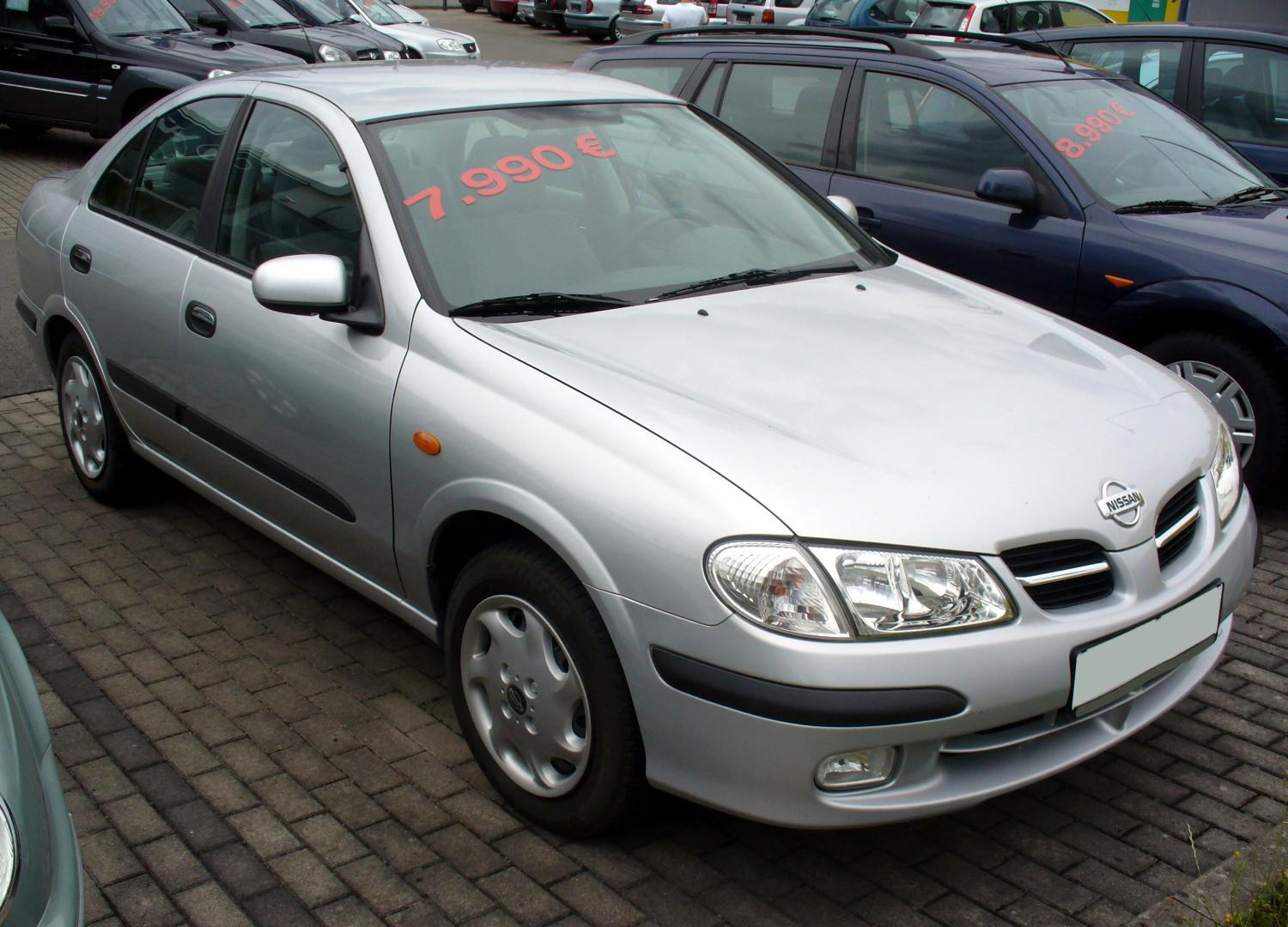
Almera N16 Sedan

Design byl pozměněn a zaoblen. Vůz byl postaven na globální platformě MS, která vznikla ve spolupráci s Renaultem. Kromě motorů od Nissanu byl v nabídce i vznětový motor 1,5 l se vstřikováním Common-rail z vozu Renault Mégane druhé generace. V roce 2003 prošla druhá generace faceliftem. Po ukončení výroby Nissan Almeru nenahradil. Nástupcem se až později stal model Tiida.

### Motory
- 1.5 L
- 1.5 L diesel
- 1.8 L
- 2.2 L diesel

### Rozměry
- Rozvor 2,535 mm
- Délka 4,184 mm
- Délka 1,706 mm
- Výška 1,448 mm
- Hmotnost 1,285 kg

## Almera Classic

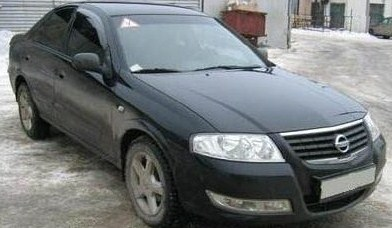
Almera Classic

Jednalo se o automobil Samsung SM3, což byl automobil technicky založený na Nissanu Pulsar N16. Pod tímto názvem se vůz prodával do roku 2005, kdy byl faceliftován.

## Nissan Almera Tino

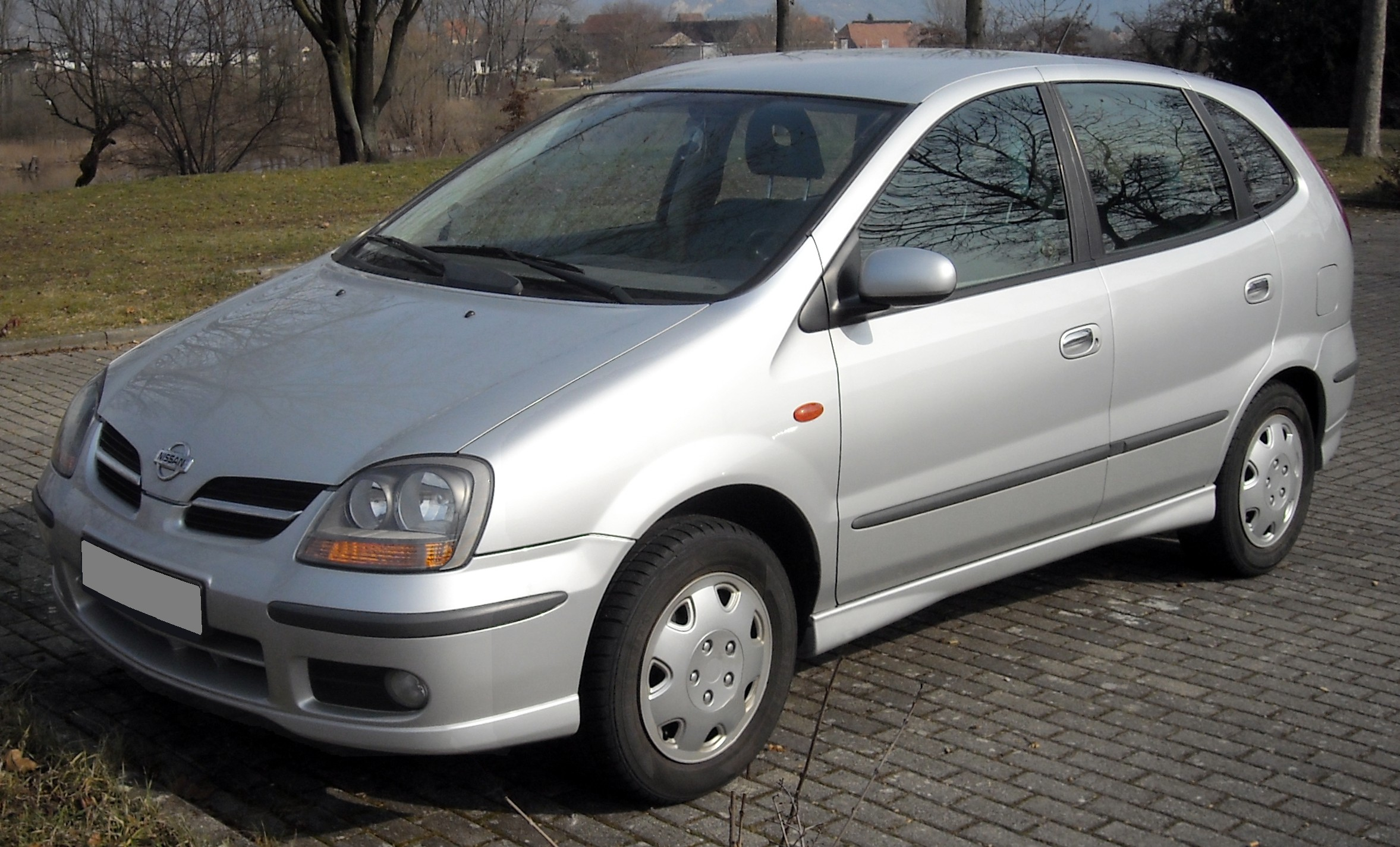
Almera Tino

Nissan Almera Tino je MPV odvozené od modelu Almera a postavené na shodném podvozku. Na některých trzích bylo prodáváno jen pod názvem Nissan Tino.

## Závodní verze

### Almera Kit Car
Nissan Almera kit Car byl automobil, který se účastnil rallye a nahradil stárnoucí typ Nissan Sunny GTI. Poháněl ho motor o objemu 1995 cm3, který dosahoval výkonu 280 koní a točivého momentu 258 Nm. Hmotnost vozu byla 960 kg. Poprvé vůz startoval na Vauhall Rally Wales 1996. Nejlepších výsledků s vozem dosáhl Mark Higgins. U nás tyto vozy provozoval tým Roto Plzeň, kde s ním zajížděl dobré výsledky Jindřich Štolfa.